# Uperodon
Genre
Synonymes
- Hyperodon Agassiz, 1846
- Cacopus Günther, 1864
- Pachybatrachus (Microhylidae) Keferstein, 1868
- Ramanella Rao & Ramanna, 1925

Uperodon est un genre d'amphibiens de la famille des Microhylidae.

## Répartition
Les douze espèces de ce genre se rencontrent en Asie du Sud.

## Liste des espèces
Selon Amphibian Species of the World (4 avril 2020) :
- Uperodon anamalaiensis (Rao, 1937)
- Uperodon globulosus (Günther, 1864)
- Uperodon minor (Rao, 1937)
- Uperodon montanus (Jerdon, 1854)
- Uperodon mormorata (Rao, 1937)
- Uperodon nagaoi (Manamendra-Arachchi & Pethiyagoda, 2001)
- Uperodon obscurus (Günther, 1864)
- Uperodon palmatus (Parker, 1934)
- Uperodon rohani Garg, Senevirathne, Wijayathilaka, Phuge, Deuti, Manamendra-Arachchi, Meegaskumbura, and Biju, 2018
- Uperodon systoma (Schneider, 1799)
- Uperodon taprobanicus (Parker, 1934)
- Uperodon triangularis (Günther, 1876)
- Uperodon variegatus (Stoliczka, 1872)

## Taxinomie
Le genre Pachybatrachus a été placé en synonymie avec Uperodon par Boulenger en 1882 et Ramanella par Peloso et al. en 2015. Hyperodon et Cacopus sont des noms de substitution superflus.

## Publication originale
- Duméril & Bibron, 1841 : Erpétologie générale ou Histoire naturelle complète des reptiles, vol. 8, p. 1-792 (texte intégral).